# Кощеев, Борис Валерьевич
Борис Валерьевич Кощеев (род. 5 мая 1983, Пермь, Пермская область, РСФСР, СССР) — российский серийный убийца, совершивший в Перми летом 2013 года 5 убийств и 1 покушение на девушек с целью завладения их имуществом. Считается одним из самых страшных маньяков в истории Перми.

## Биография
Родился в Перми. Был неоднократно судим за имущественные преступления (статьи 158—168 УК РФ). Последний раз освободился из тюрьмы и вернулся в Пермь в начале июня 2013 года. Спустя неделю после выхода на свободу, 13 июня в Мотовилихинском районе Кощеев убил собутыльника, а затем на глазах сожительницы убитого вынес из его квартиры вещи на сумму 600 рублей. 24 июня путём мошенничества завладел имуществом жителя Перми на сумму 20 тысяч рублей. В период с 29 июня по 10 июля в Мотовилихинском и Свердловском районах Кощеев убил четырёх женщин. Три убийства были сопряжены с изнасилованиями. У убитых преступник забирал деньги, сотовые телефоны, ювелирные украшения. Награбленное сбывал на Центральном рынке. Вырученные деньги пропивал. Общий ущерб от преступлений Кощеева составил 80 тысяч рублей.
11 июля Кощеев напал на девушку, но она сумела вырваться и убежать, так как внимание преступника отвлёк её выпавший сотовый телефон. В тот же день Кощеев был задержан. Выжившая потерпевшая опознала его. Убийца признал свою вину и подробно рассказал о преступлениях. Судебно-психиатрическая экспертиза признала его вменяемым. 31 декабря 2013 года Пермский краевой суд признал Кощеева виновным в убийстве 5 человек и приговорил его к пожизненному лишению свободы в колонии особого режима. Все прошения о смягчении приговора были отклонены. Верховный суд России оставил приговор без изменений. Кощеев был отправлен отбывать наказание в ФКУ ИК-5 на острове Огненный Вологодской области.

## В массовой культуре
- Документальный фильм «Горе от „Кощея“ Бори» из цикла «Тёмная сторона жизни» (2016)
- Документальный фильм «Дело кота в цилиндре» из цикла «Охота на маньяка» (2025)